# Migaya
Migaya is een geslacht van weekdieren uit de klasse van de Gastropoda (slakken).

## Soort
- Migaya felis (Er. Marcus & Ev. Marcus, 1970)